# Landgericht Offenbach
Das Landgericht Offenbach war von 1823 bis 1879 ein Landgericht des Großherzogtums Hessen in der Provinz Starkenburg mit Sitz in Offenbach am Main.

## Gründung
1816 fiel das Fürstentum Isenburg, nachdem es als einer der wenigen in napoleonischer Zeit erhaltenen Deutschen Staaten noch durch den Wiener Kongress mediatisiert worden war, in Teilen an das Großherzogtum Hessen. Diese Teile bildeten eine Standesherrschaft im Großherzogtum. 

Ab 1821 trennte das Großherzogtum Hessen auch auf unterer Ebene Rechtsprechung und Verwaltung. Für die Verwaltung wurden Landratsbezirke geschaffen, die erstinstanzliche Rechtsprechung Landgerichten übertragen.
 Bei dieser Verwaltungsreform konnte der Staat zunächst ausschließlich die Gerichtsbarkeit dort neu regeln, wo er über sie uneingeschränkt verfügen konnte. Die Gebiete, in denen die staatliche Souveränität entsprechend weit reichte, wurden als Dominiallande bezeichnet. In den Gebieten, in denen Standesherren und anderer Adel weiterhin eigene Gerichtshoheit ausübten, den Souveränitätslanden, musste der Staat zunächst mit jedem der einzelnen Gerichtsherren vertragliche Vereinbarungen treffen, um die von diesen bis dahin ausgeübte Gerichtshoheit in die staatliche Rechtsprechung einzugliedern. Das zog sich für den Bereich des Landgerichts Offenbach bis 1823 hin, als der Staat entsprechende Vereinbarungen mit den Fürsten und Grafen von Isenburg schließen konnte. Dazu gehörte auch, dass das Gericht offiziell als Großherzoglich Hessisches Fürstlich Isenburgisches Landgericht Offenbach firmierte und die Standesherrschaft zunächst auch weiter ein zweitinstanzliches Gericht, die Justizkanzlei Büdingen, unterhielt.

## Bezirk
Der Bezirk des Landgerichts Offenbach umfasste die vormaligen Ämter Offenbach und Dreieich (ohne die Exklave Geinsheim am Rhein).
| Gemeinde          | Herkunft                       | Zugang | Abgang | Nach                  |
| ----------------- | ------------------------------ | ------ | ------ | --------------------- |
| Bieber            | Landgericht Seligenstadt       | 1853   | 1879   | Amtsgericht Offenbach |
| Bürgel            | Amt Offenbach                  | 1823   | 1879   | Amtsgericht Offenbach |
| Dietesheim        | Landgericht Seligenstadt       | 1853   | 1879   | Amtsgericht Offenbach |
| Götzenhain        | Amt Dreieichenhain             | 1823   | 1853   | Landgericht Langen    |
| Hausen            | Landgericht Seligenstadt       | 1853   | 1879   | Amtsgericht Offenbach |
| Heusenstamm       | Landgericht Seligenstadt       | 1853   | 1879   | Amtsgericht Offenbach |
| Lämmerspiel       | Landgericht Seligenstadt       | 1853   | 1879   | Amtsgericht Offenbach |
| Mühlheim am Main  | Landgericht Seligenstadt       | 1853   | 1879   | Amtsgericht Offenbach |
| Münster           | Amt Dreieichenhain             | 1823   | 1853   | Landgericht Umstadt   |
| Neu-Isenburg      | Amt Offenbach                  | 1823   | 1879   | Amtsgericht Offenbach |
| Obertshausen      | Landgericht Seligenstadt       | 1853   | 1879   | Amtsgericht Offenbach |
| Offenbach am Main | Amt Offenbach                  | 1823   | 1879   | Amtsgericht Offenbach |
| Offenthal         | Amt Dreieichenhain             | 1823   | 1853   | Landgericht Langen    |
| Rumpenheim        | Justizamt Hanau II (Kurhessen) | 1867   | 1879   | Amtsgericht Offenbach |
| Philippseich      | Amt Dreieichenhain             | 1823   | 1853   | Landgericht Langen    |
| Sprendlingen      | Amt Dreieichenhain             | 1823   | 1853   | Landgericht Langen    |
| Urberach          | Amt Dreieichenhain             | 1823   | 1853   | Landgericht Langen    |

## Weitere Entwicklung
Mit der Revolution 1848/1849 verschwanden die letzten Reste standesherrlichen Einflusses auf das Gerichtswesen im Großherzogtum. Durch mehrere Verwaltungsreformen, 1832, 1848 und zuletzt 1852 hatten sich nicht nur die Bezeichnungen der Verwaltungsbezirke, sondern auch deren Grenzen geändert. Um das wieder anzugleichen, revidierte das Großherzogtum 1853 – nun ohne auf standesherrliche Interessen Rücksicht nehmen zu müssen – in den Provinzen Starkenburg und Oberhessen umfassend die Zuständigkeitsbereiche der Gerichte. Die Folge waren auch umfangreiche Änderungen für den Sprengel des Landgerichts Offenbach (siehe Übersicht).
Durch den Friedensvertrag vom 3. September 1866, der nach dem Krieg von 1866 den Konflikt zwischen dem Großherzogtum Hessen und dem Königreich Preußen beendete, kam der vormals kurhessische Ort Rumpenheim zum Großherzogtum und wurde Anfang des Jahres 1867 dem Landgericht Offenbach zugewiesen.

## Ende
Mit dem Gerichtsverfassungsgesetz von 1877 wurden Organisation und Bezeichnungen der Gerichte reichsweit vereinheitlicht. Zum 1. Oktober 1879 hob das Großherzogtum Hessen deshalb die Landgerichte auf. Funktional ersetzt wurden sie durch Amtsgerichte. So ersetzte das Amtsgericht Offenbach das Landgericht Offenbach. „Landgerichte“ nannten sich nun die den Amtsgerichten direkt übergeordneten Obergerichte. Das Amtsgericht Offenbach wurde dem Bezirk des Landgerichts Darmstadt zugeordnet.